# Estação Puán
A Estação Puán é uma das estações do Metro de Buenos Aires, situada em Buenos Aires, entre a Estação Primera Junta e a Estação Carabobo. Faz parte da Linha A.
Foi inaugurada em 23 de dezembro de 2008. Localiza-se no cruzamento da Avenida Rivadavia com a Rua Puán. Atende o bairro de Caballito.
Em um princípio se previa sua inauguração para novembro de 2008, mas finalmente foi inaugurada junto com a estação Carabobo no dia 23 de dezembro de 2008.
A Inter-estação Primera Junta-Puan é uma das mais extensas da Rede.
A estação se encontra nas proximidades da Faculdade de Filosofia e Letras da Universidade de Buenos Aires. O mural que decora uno dos extremos da estação foi realizado em homenagem a Paco Urondo,

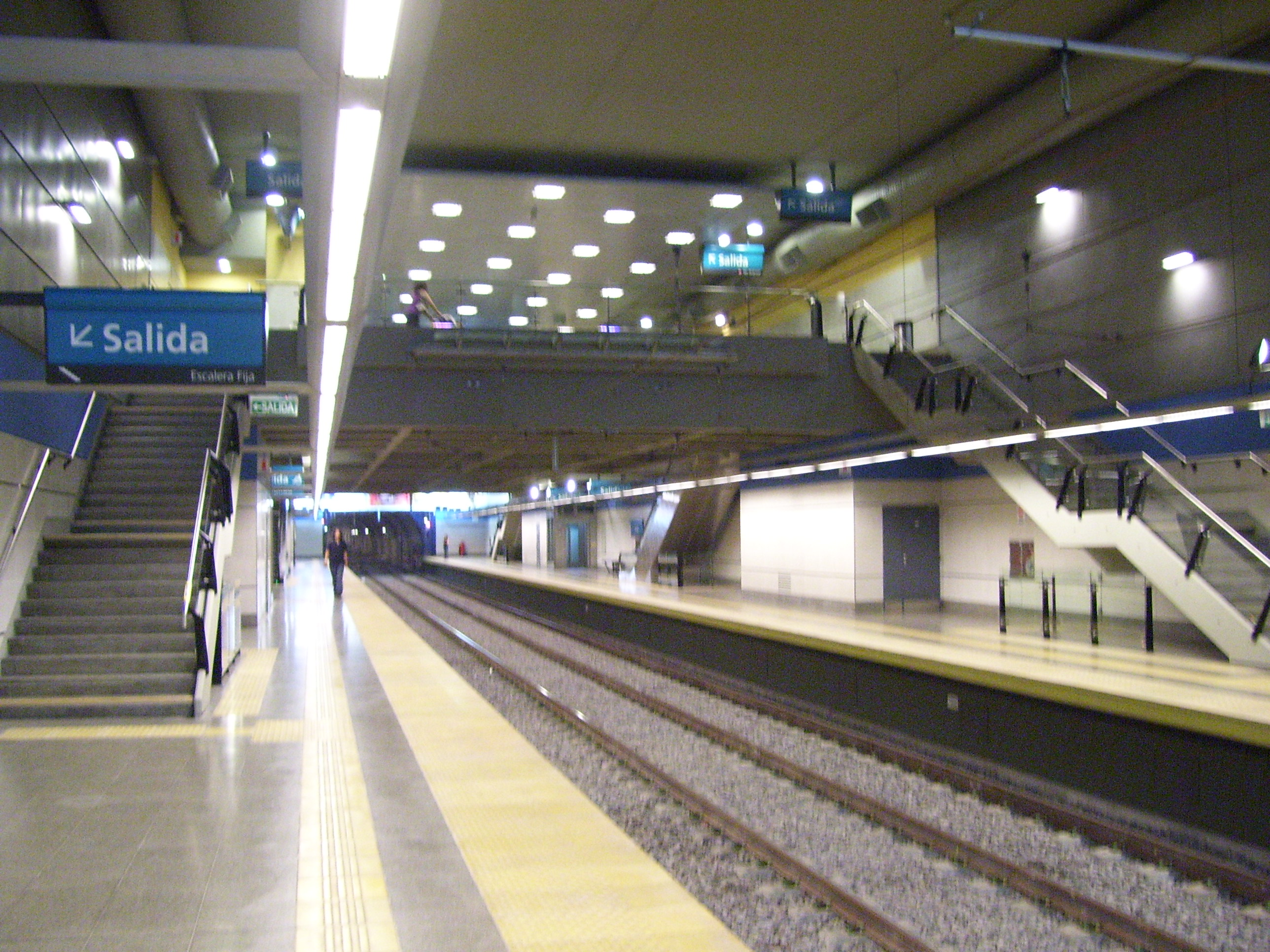
Outra vista da estação